# Junqueira (1900–1959)
Durval Junqueira Machado (ur. 12 czerwca 1900, zm. 12 kwietnia 1959) – piłkarz brazylijski znany jako Junqueira, napastnik.
Urodzony w leżącym w stanie Minas Gerais mieście Uberaba Junqueira karierę piłkarską rozpoczął w 1918 roku w miejscowym klubie Uberaba SC. Jeszcze w tym samym roku przeniósł się do Paulistano São Paulo, a w 1919 do CR Flamengo.
Jako piłkarz klubu Flamengo wziął udział w turnieju Copa América 1920, gdzie Brazylia zajęła trzecie miejsce. Junqueira zagrał we wszystkich trzech meczach - z Chile, Urugwajem i Argentyną.
Wciąż jako gracz Flamengo był w kadrze reprezentacji podczas turnieju Copa América 1922, gdzie Brazylia zdobyła mistrzostwo Ameryki Południowej. Junqueira zagrał w jednym meczu - z Paragwajem.
Razem z Flamengo Junqueira trzykrotnie zdobył mistrzostwo stanu Rio de Janeiro - w 1920, 1921 i 1925. W 1925 roku wrócił do klubu Paulistano.